# マーガレット (映画)
『マーガレット』（Margaret）は、ケネス・ロナーガン監督・脚本による2011年のドラマ映画である。出演はアンナ・パキン、マット・デイモン、マーク・ラファロ、キーラン・カルキン、オリヴィア・サールビー、ローズマリー・デウィットらである。日本では劇場未公開だが、2013年6月5日にDVDが発売されている。

## ストーリー
ユダヤ系の女子高生リサは、ある日、些細なことから出発したバスを止めようと運転手の注意を引くが、そのために横断中の女性がバスに轢かれて亡くなる事故が起きる。ショックを受けたリサは咄嗟に横断中の女性が赤信号を無視したために起きた不慮の事故であると証言してしまう。しかし、実際に信号を無視したのは、リサに注意を引かれてよそ見をしていた運転手の方だったのだ。
罪悪感に苛まれたリサは証言を改めようと、まず事故を起こした運転手マレッティに会いに行く。ところがマレッティに罪の意識が全くないことを知ったリサは激しく怒り、事故で亡くなったモニカの親友エミリーとともにマレッティの解雇を目的とした訴訟を起こすことを決める。しかし、訴訟を起こせるのがモニカの親族に限られることから、リサとエミリーはモニカの唯一の親族であるアビゲイルに訴訟を持ちかける。モニカと疎遠だったアビゲイルは、モニカの事故に関わることを拒んでいたにもかかわらず、賠償金が高額になることを知ると自ら積極的に訴訟に臨むことになる。訴訟の結果、和解に落ち着き、アビゲイルに35万ドルの賠償金が支払われることになるが、リサらが要求していたマレッティの解雇については組合との関係がこじれるのを恐れたMTA（バス会社）により拒否される。リサとエミリーは解雇を強く望むが、そもそも金が目的だったアビゲイルが和解案を受け入れるとしたため、リサとエミリーは訴訟の継続を断念せざるを得なくなる。
リサは母ジョーンとオペラを観に行くことになる。その途中で見かけたバスを運転していたのはマレッティだった。オペラが始まり、華やかな舞台が目の前で繰り広げられる中、これまでの想いが不意に溢れて来たリサは涙が止まらなくなる。そんなリサを目にしたジョーンも感極まり、二人は抱きしめ合って泣く。
上記メインストーリーと並行して、リサが同級生のポールに処女を捧げた後、数学教師アーロンを誘惑して関係を持つといったエピソードの他、アラブ系の同級生との授業内での論争や離婚して離れて暮らす父カールとの関係、自分のことで精一杯の母ジョーンの恋愛、ジョーンの恋人ラモンの急死など様々なエピソードがリサの目線で描かれる。

## キャスト
| 役名                     | キャスト                 | 説明                         |
| ------------------------ | ------------------------ | ---------------------------- |
| リサ・コーエン           | アンナ・パキン           | 17歳の女子高生               |
| アーロン                 | マット・デイモン         | リサの学校の数学教師         |
| ジェラルド・マレッティ   | マーク・ラファロ         | 事故を起こしたバス運転手     |
| ポール                   | キーラン・カルキン       | リサが処女を捧げた同級生     |
| モニカ・スローン         | オリヴィア・サールビー   | リサの同級生                 |
| マーガレット・マレッティ | ローズマリー・デウィット | ジェラルドの妻               |
| ジョーン・コーエン       | J・スミス＝キャメロン    | リサの母親、舞台女優         |
| ジョン・アンドリュー     | マシュー・ブロデリック   | リサの学校の国語教師         |
| モニカ・パターソン       | アリソン・ジャニー       | 事故の被害者                 |
| ラモン・キャメロン       | ジャン・レノ             | ジョーンのファンで後に恋人に |
| エミリー                 | ジーニー・バーリン       | 亡くなったモニカの親友       |
| ダレン                   | ジョン・ギャラガー・Jr   | リサに想いを寄せる同級生     |
| カート                   | マット・ブッシュ         | リサの同級生                 |

## 製作
撮影は2005年9月12日から同年11月23日まで行なわれた。
スタジオ側は上映時間は150分を超えないと主張したが、ロナーガンは3時間近くを望んだ。マーティン・スコセッシとセルマ・スクーンメイカーはロナーガンが承認した150分版の編集に貢献したが、プロデューサーのゲイリー・ギルバートはカットを拒否した。
映画のポストプロダクションは長期に及び、2009年には複数の訴訟を引き起こした。

## 公開
2010年7月、フォックス・サーチライトはロナーガンが作業を完了し、2011年に公開されるだろうと発表した。2011年9月30日、アメリカ合衆国で150分版が限定公開された。
2012年7月、新たな映像や改訂された音楽が追加された3時間の拡張版DVDが発売された。

## 評価
Rotten Tomatoesでは79件のレビューで支持率は72%となった。『ガーディアン』は5ツ星満点を与えた。

### 受賞とノミネート
| 賞                       | 部門                     | 対象               | 結果       |
| ------------------------ | ------------------------ | ------------------ | ---------- |
| ボストン映画批評家協会賞 | 作品賞                   | 『マーガレット』   | 次点       |
| ボストン映画批評家協会賞 | 助演女優賞               | ジーニー・バーリン | 次点       |
| ボストン映画批評家協会賞 | 脚本賞                   | ケネス・ロナーガン | 次点       |
| ボストン映画批評家協会賞 | アンサンブル・キャスト賞 | 『マーガレット』   | 次点       |
| シカゴ映画批評家協会賞   | 主演女優賞               | アンナ・パキン     | ノミネート |
| ロンドン映画批評家協会賞 | 脚本賞                   | ケネス・ロナーガン | ノミネート |
| ロンドン映画批評家協会賞 | 主演女優賞               | アンナ・パキン     | 受賞       |
| 全米映画批評家協会賞     | 助演女優賞               | ジーニー・バーリン | 2位        |